# Charles Howard (5e comte de Wicklow)
Pour les articles homonymes, voir Charles Howard et Howard.
Charles Francis Arnold Howard, 5e comte de Wicklow (5 novembre 1839 - 20 juin 1881) est un pair anglo-irlandais.

## Biographie
Il est le fils aîné du révérend Francis Howard, le troisième fils de William Howard, 3e comte de Wicklow et Eleanor Caulfeild. Il fait ses études au Magdalen College d'Oxford avant de devenir cornette en 1860 dans le 11th Hussars. Il est ensuite transféré au 9th Hussars.  
Il sert comme aide de camp du Lord lieutenant d'Irlande entre 1864 et 1866. En 1869, il succède à son oncle, William Howard. En 1872, il est élu pair irlandais et siège sur les bancs conservateurs de la Chambre des lords. Entre 1874 et 1879, Lord Wicklow est délégué d'État auprès du Lord Lieutenant d'Irlande. 
Il ne s'est pas marié et est remplacé par son frère cadet, Cecil Howard, après sa mort en 1881. Une grande partie de sa vie est consacrée à se défendre dans le procès mené contre lui par Ellen Howard, épouse de son demi-frère décédé, William.